# Smithsonian Astrophysical Observatory

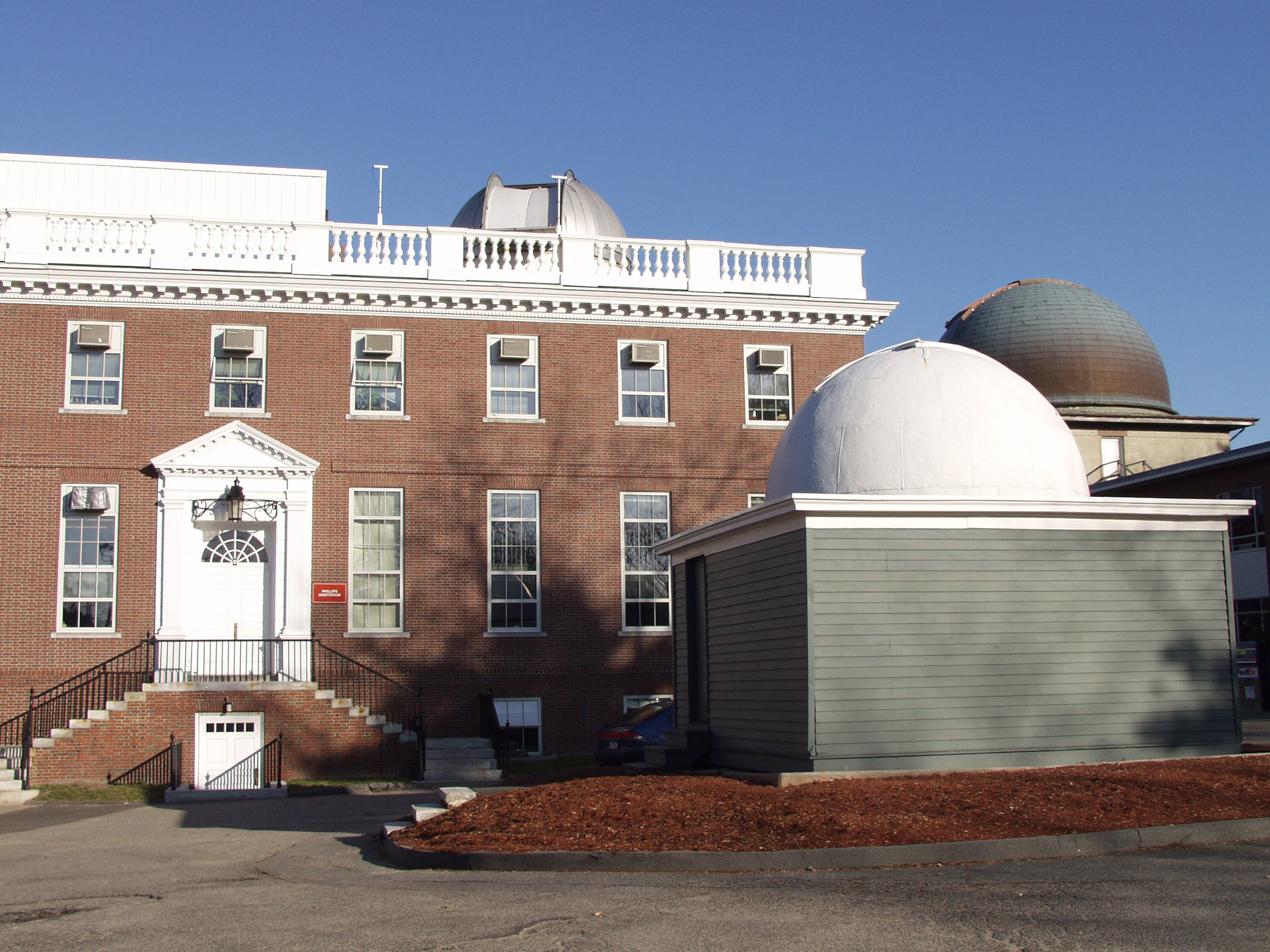
Hauptgebäude in Cambridge

Das Smithsonian Astrophysical Observatory (SAO) ist eine große astronomische Forschungseinrichtung der Smithsonian Institution in Cambridge an der Ostküste der USA. Gemeinsam mit dem Harvard-College-Observatorium (HCO) bildet es das Harvard-Smithsonian Center for Astrophysics, wo über 300 Wissenschaftler und zahlreiche Techniker auf den Gebieten der Astronomie, Astrophysik, Geowissenschaften und Raumfahrt tätig sind.

## Geschichte
Das SAO wurde 1890 in Washington, D.C. gegründet, 1955 aber nach Massachusetts in den technisch führenden Nordosten der USA verlegt.
Im Bereich Raumfahrt hat das Smithsonian Astrophysical Observatory schon lange vor dem Start der ersten Erdsatelliten die Voraussetzungen für erfolgreiche Beobachtungen geschaffen, u. a. durch die Entwicklung der sehr lichtstarken Baker-Nunn-Kamera und durch Gründung des weltweiten Moonwatch-Beobachternetzes.
Unter den etwa 300 Monografien zu Themen der Astrophysik, Raumfahrt und Satellitengeodäsie ragt die in den 1960er Jahren erarbeitete Smithsonian Standard Earth heraus. Sie beinhaltet u. a. die erste umfassende Analyse des Erdschwerefeldes (darunter dessen Reihenentwicklung in Kugelflächenfunktionen bis zum Grad 90) und wurde ab etwa 1965 in mehreren Bänden publiziert. Sämtliche SAO-Publikationsreihen sind in dem – für die USA eher ungewohnten – A4-Format und in einem charakteristischen, gelb-orangen Farbton gehalten.
Ebenfalls in den 1960er Jahren wurde der SAO-Katalog, ein Sternkatalog mit 260.000 Sternen, aus den seinerzeit besten Datenquellen erstellt. Derzeit wird u. a. das Röntgenobservatorium Chandra, seit 1999 im Erdumöauf, von Cambridge aus betrieben.